# Oenothera adriatica
Oenothera adriatica är en dunörtsväxtart som beskrevs av A. Soldano. Oenothera adriatica ingår i släktet nattljussläktet, och familjen dunörtsväxter. Inga underarter finns listade i Catalogue of Life.